# 칼 페테르 툰베리

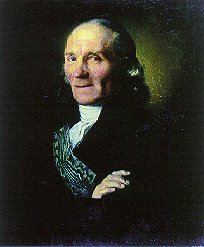
칼 페테르 툰베리

칼 페테르 툰베리(Carl Peter Thunberg, 1743년 11월 11일~1828년 8월 8일)는 스웨덴의 식물학자이다. “남아프리카공화국 식물학의 아버지”, “일본의 린네”라고 불린다.
스웨덴 옌셰핑에서 태어났으며, 웁살라 대학교에서 린네에게 배웠다. 1771년에 네덜란드 동인도 회사의 선의(船醫)가 되었다. 1775년에 일본 나가사키에 도착하여 1777년 7월 떠날 때까지 식물을 수집했다. 스웨덴에 돌아와 1784년에 《Flora japonica》를 출판하는 등, 식물 분류와 저술에 힘쓰다가 1828년 8월 8일, 웁살라 근교 투나베리에서 죽었다.
학명에서 명명자 부분의 Thunb.는 그를 가리킨다.

## 같이 보기
- 안에이
- 쇄국정책